# ۱٬۲-بیس (دی‌فنیل‌فسفینو) اتان
۱٬۲-بیس (دی‌فنیل‌فسفینو) اتان (به انگلیسی: 1,2-Bis(diphenylphosphino)ethane) با فرمول شیمیایی C26H24P2 یک ترکیب شیمیایی است؛ که جرم مولی آن ۳۹۸٫۴۲ g/mol می‌باشد.